# Hakus
hakus（はくす、1990年 - ）は、イラストレーター、漫画家。三重県出身。「三村勇貴」という名義も使用している。元日本一ソフトウェア社員。

## 経歴
幼いころから絵を描いていたが、中学2年生の時にネットのお絵描き掲示板の存在を知ったことで、さらに描くようになる。
第4回「ペンタブレットdeアート投稿コンテスト」グランプリ受賞。
第18回電撃イラスト大賞で大賞を受賞。電撃大賞には3回応募しており、1度目は1次審査すら通らなかった。
2012年3月、トライデントデザイン専門学校CGデザイン学科卒業。

## 作品

### 挿絵
- 死なない生徒殺人事件 識別組子とさまよえる不死（2010年10月、メディアワークス文庫、著：野﨑まど）
- 自殺者の森 Suicide Forest（2011年6月、講談社BOX、著：円山まどか）
- 心理コンサルタント才希と心の迷宮（2012年10月、メディアワークス文庫、著：似鳥航一）
- 真 流行り神 〜ファイル0 常闇のマリア〜（2014年12月、一二三書房、著：佐山操）
- デッドエンド 死に戻りの剣客（2016年5月、メディアワークス文庫、著：入間人間）

### 漫画
- 伏 少女とケモノの烈花譚（『月刊ビッグガンガン』2012年Vol.7 - 2014年Vol.4）
- 零 影巫女（『マンガボックス』2014年7月18日 - 2017年7月27日）

### ゲーム
- 戦国大戦（2011年、アーケードゲーム）イラスト
- 拡散性ミリオンアーサー（2012年、iOS / Android）イラスト
- ディスガイア D2（2013年3月20日、PlayStation 3）リザルトイラスト
- チェインクロニクル（2013年、iOS / Android）イラスト
- 真 流行り神（2014年8月7日、PlayStation 3 / PlayStation Vita）キャラクターデザイン
- ドグマツルギー ouverture（2015年3月23日、iOS / Android）キャラクターデザイン
- 乖離性ミリオンアーサー（2015年、iOS / Android）イラスト
- 真 流行り神2（2016年7月7日、PlayStation 3 / PlayStation 4 / PlayStation Vita）キャラクターデザイン
- ワールドチェイン（2016年、iOS / Android）イラスト
- ソウルリバース ゼロ（2017年、iOS / Android）イラスト
- ゼノブレイド2（2017年、Nintendo Switch）レアブレイドデザイン